# Jan Wouters
Jan Wouters (ur. 17 lipca 1960 w Utrechcie) – holenderski trener piłkarski i piłkarz, grający na pozycji defensywnego pomocnika lub środkowego obrońcy. Z reprezentacją Holandii, w której barwach rozegrał 70 meczów, zdobył w 1988 roku mistrzostwo Europy, a cztery lata później brązowy medal na Euro 1992. Był zawodnikiem m.in. Ajaksu Amsterdam, Bayernu Monachium i u schyłku swojej sportowej kariery PSV Eindhoven. W 1987 zdobył Puchar Zdobywców Pucharów występując w Ajaksie. W 1996 roku rozpoczął przygodę szkoleniową, najczęściej pracuje w charakterze asystenta, chociaż przez dwa lata – od 1998 do 2000 roku – samodzielnie prowadził Ajax, z którym w tym czasie wywalczył Puchar Holandii. Od początku sezonu 2006/07 pomagał swojemu koledze z reprezentacji Ronaldowi Koemanowi w PSV. Od sezonu 2007/08 poprowadził samodzielnie zespół mistrzów Holandii by ostatnie oddać go na początku roku 2008 Sefowi Vergoossenowi i zostać jego asystentem. W 2011 roku został trenerem FC Utrecht.

## Sukcesy piłkarskie

### FC Utrecht
- Puchar Holandii: 1985

### AFC Ajax
- Mistrzostwo Holandii: 1990
- Puchar Holandii: 1987
- Puchar Zdobywców Pucharów: 1987

### Bayern Monachium
- Mistrzostwo Niemiec: 1994

### PSV Eindhoven
- Puchar Holandii: 1996

### Indywidualne
- Piłkarz Roku w Holandii: 1991

W reprezentacji Holandii od 1982 do 1994 roku rozegrał 70 meczów i strzelił 4 gole – mistrzostwo Europy w 1988 roku, brązowy medal Euro 1992 oraz druga runda Mistrzostw Świata 1990 i ćwierćfinał Mistrzostw Świata 1994.

## Sukcesy szkoleniowe

### AFC Ajax
- Puchar Holandii: 1999